# Trzynaście punktów Makariosa
Trzynaście punktów Makariosa – określenie propozycji zmian w konstytucji Cypru, przedstawionych 30 listopada 1963 przez prezydenta Cypru, arcybiskupa Makariosa III. Propozycja ta została odrzucona przez reprezentantów Turków cypryjskich i nigdy nie weszła w życie.

## Kontekst polityczny
W 1960 Cypr, będący do tej pory kolonią brytyjską, stał się niepodległym państwem. Konstytucję dla zamieszkanej przez dwie społeczności: grecką (ok. 80% mieszkańców) i turecką (ok. 20%) opracowała Połączona Komisja Konstytucyjna, w której zasiadali przedstawiciele obydwu narodowości. Jej treść była jednak ograniczona postanowieniami wcześniejszych porozumień brytyjsko-grecko-tureckich w sprawie wyspy i nie odzwierciedlała rzeczywistych oczekiwań dwóch społeczności: greckich dążeń do unii z Grecją (enosis) i tureckich apeli o podział Cypru (taksim). O ile jednak Turcy zaakceptowali treść konstytucji, dającej im uprawnienia niewspółmierne do ich rzeczywistej liczebności na wyspie, o tyle Grecy cypryjscy czuli się pokrzywdzeni w związku z zapisami w niej zawartymi.
Wzajemna nieufność między dwiema społecznościami doprowadziła w pierwszych latach istnienia niepodległego Cypru do faktycznego paraliżu państwa. Reprezentanci Turków cypryjskich konsekwentnie odrzucali grecki projekt systemu podatkowego, domagali się powołania odrębnych rad miejskich w pięciu największych miastach wyspy (wbrew apelom prezydenta Makariosa III o tworzenie mieszanych rad, mogących zbliżyć obydwie grupy narodowe, a zgodnie z konstytucją) oraz nie zgadzali się na powołanie jednej armii Cypru złożonej z przedstawicieli obydwu narodowości.
W zaistniałej sytuacji prezydent i zarazem zwierzchnik Cypryjskiego Kościoła Prawosławnego, arcybiskup Makarios III przedstawił pierwszy projekt zmian w konstytucji, zakładający likwidację odrębnych izb narodowych w Izbie Reprezentantów, narodowych rad miejskich i zasady proporcjonalnej obsady stanowisk w administracji (7:3), z powodu jej nieprzestrzegania (na korzyść Turków). W ocenie Turków cypryjskich przyjęcie zmian oznaczałoby pozbawienie ich wszelkich gwarancji prawnych, ostatecznie zaś zmiana konstytucji i realizacja idei enosis, której zwolennikiem był Makarios III.

## Trzynaście punktów
30 listopada 1963 Makarios III, zdając sobie sprawę z patowej sytuacji, w jakiej znajdowało się państwo, przedstawił nowy projekt zmian konstytucyjnych, ujęty w trzynaście postulatów:
- poszerzenie prerogatyw tureckiego wiceprezydenta wyspy przy równoczesnym odebraniu prawa weta zarówno jemu, jak i greckiemu prezydentowi,
- wprowadzenie zasady zastępowania wiceprezydenta przez prezydenta w przypadku niemożności pełnienia przezeń obowiązków, lub przy nieobecności,
- obieranie przewodniczącego (Greka) i wiceprzewodniczącego (Turka) Izby Reprezentantów przez cały jej skład, nie zaś przez każdą izbę narodową oddzielnie,
- wprowadzenie zasady zastępowania wiceprzewodniczącego przez przewodniczącego w przypadku niemożności pełnienia przezeń obowiązków, lub przy nieobecności,
- rezygnacja z głosowania w każdej izbie narodowej osobno nad ustawami dotyczącymi podatków, ordynacji wyborczej i samorządów,
- rezygnacja z podziałów narodowościowych w samorządach na terenie całego kraju,
- stworzenie jednolitego systemu sądowniczego, miast osobnych dla Greków i Turków,
- unifikacja struktur żandarmerii i policji,
- wycofanie przepisów ograniczających liczebność sił zbrojnych Cypru,
- rewizja zapisów o kwotach dla przedstawicieli obydwu społeczności przy obsadzaniu stanowisk publicznych w taki sposób, by proporcje te odzwierciedlały rzeczywisty procent Greków i Turków w społeczeństwie,
- zredukowanie liczby członków komisji służby publicznej o połowę,
- podejmowanie decyzji w tejże komisji zwykłą większością głosów, bez podziału narodowego,
- rozwiązanie greckiej izby narodowej[4].

Prezydent przekazał opisane propozycje zmian wiceprezydentowi, zaś 4 grudnia 1963 także ambasadorom Wielkiej Brytanii i Turcji. Turcy cypryjscy zdecydowanie odrzucili trzynaście punktów, nie ufając w dobre intencje polityków greckich. Dezaprobatę dla projektu wyraził także rząd Turcji, deklarując chęć obrony dotychczasowego porządku konstytucyjnego na Cyprze.
Dalsza dyskusja nad propozycjami stała się niemożliwa, gdyż w grudniu 1963 spory grecko-tureckie na wyspie zaogniły się do tego stopnia, że doszło do wybuchu otwartych walk między społecznościami. Zamieszki grecko-tureckie rozszerzyły się na całą wyspę, chociaż przywódcy polityczni obydwu grup apelowali o spokój.